# بچه بریجت جونز
بچه بریجت جونز (به انگلیسی: Bridget Jones's Baby) فیلمی است محصول سال ۲۰۱۶ و به کارگردانی شارون مگوایر است. این فیلم دنباله فیلم‌های خاطرات بریجت جونز و بریجت جونز: نکته باریک است. در این فیلم بازیگرانی همچون رنی زلوگر، کالین فرث، پاتریک دمپسی، جیم برودبنت، جما جونز، اما تامسون، سالی فیلیپس، جیمز کالیس، سارا سلیمانی، سلیا ایمری، شرلی هندرسون، جسیکا هاینس، کاتاژینا کووِچک و اد شیرن ایفای نقش کرده‌اند.

## داستان
بریجت دوست دارد برای همیشه مجرد بماند اما ناگهان متوجه می شود حامله شده است و  شغل اش در خطر افتاده، بنابراین مجبور می شود که به دنبال پدر نوزادش بگردد ولی او نمیداند که پدر نوزاد چه کسی است.